# Nobilinus
Nobilinus is een geslacht van insecten uit de familie van de gaasvliegen (Chrysopidae), die tot de orde netvleugeligen (Neuroptera) behoort.

## Soorten
- N. albardae (McLachlan, 1875)
- N. auriferus (Walker, 1853)
- N. bellulus (Banks, 1914)
- N. coccineus (Brauer, 1864)